# Donna senza amore
Donna senza amore (Her Private Life) è un film del 1929 diretto da Alexander Korda.
Il soggetto è tratto da Déclassée, uno dei primi lavori di Zoë Akins, commedia di grande successo che era stata portata in palcoscenico a Broadway da Ethel Barrymore e che aveva debuttato il 6 ottobre 1919, chiudendo i battenti nel maggio 1920 dopo 257 recite.

## Produzione
Il film fu prodotto dalla First National Pictures con il titolo di lavorazione Déclassée.

## Distribuzione
Distribuito dalla Warner Bros. Pictures (con il nome First National Pictures), il film venne presentato in prima il 25 agosto 1929. Fu distribuito in due versioni: in settembre 1929 in versione sonora e il 6 ottobre 1929 in versione muta. Nel film vennero inserite la canzone “Love is Like a Rose” di George W. Meyer (musica) e Al Bryan (parole).
È il remake di Déclassée, diretto nel 1925 da Robert G. Vignola.